# Fides von Klingen
Fides von Klingen († 28. Februar 1358 in Zürich) war von 1340 bis 1358 Fürstäbtissin des Fraumünsterklosters in Zürich und damit die Herrin der Stadt.

## Leben und Wirken
Fides war eine Tochter des Landrichters Walter aus dem thurgauischen Adelsgeschlecht von Klingen.
Die Wahl von Fides von Klingen zur Äbtissin des Fraumünsterklosters am 14. Dezember 1340 war umstritten. Ihre Gegenkandidatin Beatrix von Wolhusen genoss Rückhalt bei einem Teil der Schwestern, sodass es zu einer Doppelwahl kam. Kaiser Ludwig IV. liess den Streitfall durch Berchtold von Greyspach untersuchen, dieser entschied am 18. Dezember 1341 zu Gunsten von Fides.
Die Rechtsunsicherheit durch das Interregnum veranlasste die Stadtvorsteher, drei Verwalter für die Abteigüter zu bestellen. Sie erstellten die Liber mancipiorum, ein Verzeichnis der zum Kloster gehörenden Leibeigenen. Bei ihrem endgültigen Amtsantritt bestätigte die neue Äbtissin alle zwischenzeitlichen Rechtsgeschäfte.
Die Amtszeit von Fides’ von Klingen war gekennzeichnet durch wachsende finanzielle Schwierigkeiten und damit einhergehendem Machtverlust. Sie musste 1345 den Kirchensatz von Horgen und St. Peter verkaufen. Zwei Jahre später veräusserte sie ein Grundstück an das Kloster Kappel. Der Machtverlust war in dieser Zeit schon weit fortgeschritten. Die Fürstäbtissin konnte diese Verkäufe nur mit Bewilligung des Bürgermeisters und des Stadtrates tätigen. 
Nachdem 1348 die Pest in Zürich gewütet hatte, zogen die kriegerischen Ereignisse, die am 24. Februar 1350 in der Mordnacht von Zürich gipfelten, die bestehenden Strukturen weiter in Mitleidenschaft. Die Belagerungen Zürichs durch Albrecht II. im Jahr 1351 und durch Karl IV. ein Jahr später beschnitten die Einkünfte des Klosterkonvents stark. 1357 wurden deshalb die Einkünfte zwischen der Äbtissin, welche die Gotteshauspfründe drei Jahre lang alleinig bekam und dem Kapitel mit dem Zehnten der Orte Hirzel, Oberrieden, Horgen, Maschwanden, Käpfnach, Leimbach, Altstetten, Rümlang, Thalacker, Sihlfeld, Maur und Ebmatingen neu geregelt.
Am 5. Januar 1358 bestätigte Papst Innozenz VI. dem Kloster Fraumünster alle Besitzungen und Privilegien. Fides von Klingen starb am 28. Februar 1358.